# Слушкув
Слушкув (пол. Słuszków) — село в Польщі, у гміні Мицелін Каліського повіту Великопольського воєводства.
Населення — 406 осіб (2011).
У 1975-1998 роках село належало до Каліського воєводства.

## Демографія
Демографічна структура станом на 31 березня 2011 року:
|          | Загалом | Допрацездатний вік | Працездатний вік | Постпрацездатний вік |
| -------- | ------- | ------------------ | ---------------- | -------------------- |
| Чоловіки | 191     | 34                 | 143              | 14                   |
| Жінки    | 215     | 53                 | 124              | 38                   |
| Разом    | 406     | 87                 | 267              | 52                   |